# Tarek Hamed
Pour les articles homonymes, voir Hamed.
Tarek Hamed (arabe : طارق حامد) (né le 24 octobre 1988 au Caire en Égypte) est un footballeur international égyptien, qui évolue au poste de milieu défensif au Damac FC.

## Biographie

### Carrière en club
Il participe avec le club de Zamalek, à la Ligue des champions d'Afrique et à la Coupe de la confédération. Il atteint la finale de la Ligue des champions en 2016, en étant battu par le club sud-africain des Mamelodi Sundowns.

### Carrière en sélection
Il joue son premier match en équipe d'Égypte le 7 mars 2013, en amical contre le Qatar (défaite 3-1).
Il participe avec l'équipe d'Égypte à la Coupe d'Afrique des nations 2017 organisée au Gabon.
Il fait partie de la liste des 23 joueurs égyptiens sélectionnés pour disputer la Coupe du monde de 2018 en Russie.

## Palmarès
Égypte
- Coupe d'Afrique des nations
  - Finaliste 2017

| Smouha - Championnat d'Égypte : - Vice-champion : 2013-14. - Coupe d'Égypte : - Finaliste : 2014.                                |  | Zamalek \| - Ligue des champions d'Afrique - Finaliste : 2016 - Championnat d'Égypte (1) : - Champion : 2014-15. - Vice-champion : 2015-16. \| \| - Coupe d'Égypte (4) : - Vainqueur : 2013-14, 2014-15, 2015-16 et 2018. - Supercoupe d'Égypte : - Finaliste : 2014 et 2015. \| |
| - Ligue des champions d'Afrique - Finaliste : 2016 - Championnat d'Égypte (1) : - Champion : 2014-15. - Vice-champion : 2015-16. |  | - Coupe d'Égypte (4) : - Vainqueur : 2013-14, 2014-15, 2015-16 et 2018. - Supercoupe d'Égypte : - Finaliste : 2014 et 2015. |